# Lijst van Hagenaars
De lijst van Hagenaars betreft bekende personen geboren of overleden in de Nederlandse stad Den Haag. Deze personen staan in alfabetische volgorde op achternaam.

## Geboren

### A
- Dirk van der Aa (1731-1809), kunstschilder
- Jozias van Aartsen (1947), politicus
- Soumia Abalhaya (1988), Marokkaans-Nederlands presentatrice en thaiboksster
- Anton Abbenbroek (1917-1943), verzetsstrijder
- Martin Abbenhuis (1968), voetballer
- Noah Abid (2000), voetballer
- Ab Abspoel (1925-2000), acteur
- Giorgio Achterberg (1990), voetballer
- Michel Adam (1968), voetballer
- Joost Adema (1959), olympisch roeier
- Dick Advocaat (1947), voetballer en voetbalcoach
- Jaap Advocaat (1941-2023), voetballer
- Kees van Aelst (1916-2000), olympisch waterpolospeler
- Gisèle d'Ailly-van Waterschoot van der Gracht (1912-2013), beeldend kunstenares
- Nathan Aké (1995), voetballer
- Achmed Akkabi (1983), acteur en televisiepresentator
- Tim Akkerman (1980), zanger, gitarist
- Selin Akkulak (1996), actrice
- Mohammed Allach (1973), voetballer
- Henny Alma (1923-2006), actrice
- Chovanie Amatkarijo (1999), voetballer
- Hendrik Jan van Amerom (1776-1831), kunstschilder
- Elisabeth Andersen (1920-2018), actrice
- Emmy Andriesse (1914-1953), fotografe en verzetsstrijdster
- Erwin Angad-Gaur (1970), schrijver, publicist en musicus
- Indra Angad-Gaur (1974), olympisch schermer
- Bartholomeus Appelman (1628-1686), kunstschilder
- Louis Apol (1850-1936), kunstschilder
- Charlie Aptroot (1950), politicus
- Juliette van Ardenne (1983), actrice
- Tamara van Ark (1974), VVD-politica
- Louis Artan (1837-1890), Frans schilder en etser
- Adolphe Artz (1837-1890), kunstschilder
- Naomi van As (1983), olympisch hockeyspeelster
- Tyrese Asante (2002), voetballer
- Ewout van Asbeck (1956), olympisch hockeyspeler
- Johannes Bernardus van Asbeck (1911-2010), architect en stedebouwkundige
- Peter van Asbeck (1954), olympisch hockeyspeler
- Hans Willem van Aylva (1751-1827), edelman, politicus

### B
- Johannes Martinus Bach (1866-1943), schilder
- Floris Bakels (1915-2000), verzetsstrijder
- Gerardine van de Sande Bakhuyzen (1827-1895), schilderes
- Hendricus van de Sande Bakhuyzen (1838-1923), astronoom
- Hendrikus van de Sande Bakhuyzen (1795-1860), kunstschilder, etser en tekenaar
- Julius van de Sande Bakhuyzen (1835-1925), kunstschilder en etser
- Maaike Bakker (1992), actrice
- Thiemo de Bakker (1988), tennisser
- Lou Bandy (1890-1959), zanger
- Raymond van Barneveld (1967; bijgenaamd 'Barney'), meervoudig wereldkampioen darten
- François de Bas (1840-1931), militair en historicus
- Martin Batenburg (1919-2002), politicus (AOV)
- Jean Chrétien Baud (1789-1859), edelman, marineofficier, politicus, gouverneur-generaal van Nederlands-Indië
- Henri Baudet (1919-1998), hoogleraar en historicus
- Ed Bauer (1929-2004), acteur
- Marius Bauer (1867-1932), kunstschilder
- Toon Bauman (1926), voetballer
- David Bautz (1884-1955), etser en schilder
- H.J.W. (Herman) Becht (1862-1922), uitgever
- Tijl Beckand (1974), stand-upcomedian, cabaretier en televisiepresentator
- Jan van Beek (1880-1954), voetballer
- Nicolaas van Beek (1938-2023), beeldend kunstenaar
- Loïs Beekhuizen (2004), actrice en zangeres
- Frans Beelaerts van Blokland (1872-1956), diplomaat en politicus
- Lineth Beerensteyn (1996), voetbalster
- Paul Beers (1935-2024), schrijver en vertaler
- Reinier Beeuwkes (1884-1963), olympisch voetballer
- Abraham van Beijeren (ca. 1620-1690), kunstschilder
- Cees van den Beld (1923-2003), ambtenaar en bestuurder
- Peter Belinfante (1951-2010), politicus
- Yesin Ben Mohamadi (1996), voetballer
- Claire Bender (1993), actrice
- Rudy Bennett (= Rudy van den Berg) (1942), zanger
- Godfried van Benthem van den Bergh (1933-2025), publicist en socioloog
- Willem Gustaaf Bentinck (1762-1835), edelman, generaal
- Adolf Bentinck (van Nijenhuis) (1764-1837), edelman, politicus
- Martijn Berden (1997), voetballer
- Andries van den Berg (1852-1944), kunstschilder
- Ans van den Berg (1942), politicus, wethouder van Den Haag, burgemeester van Bergen op Zoom
- Jenny van den Berg (1900-1949), pionierster in Nederland op het gebied van het clubhuiswerk voor fabrieksmeisjes
- Koos van den Berg (1942-2020), politicus (SGP)
- Mien van den Berg (1909-1996), olympisch gymnaste
- Willem van den Berg (1886-1970), kunstschilder
- Gerard van den Bergh (1882-1949), olympisch schutter
- Ricky van den Bergh (1980), voetballer
- Solko van den Bergh (1854-1916), olympisch schutter
- Crescendo van Berkel (1992), voetballer
- Tom Beugelsdijk (1990), voetballer
- Karel Beyen (1923-2002), politicus
- Wim de Bie (1939-2023), cabaretier, schrijver en zanger
- Wouly de Bie (1958-2023), waterpolospeler
- Brayton Biekman (1978), voetballer
- Kune Biezeveld (1948-2008), predikante en theologe
- Joël Bijlow (1989), voetballer
- Joke Bijleveld (1940), atlete
- Jacques van Bijlevelt (1885-1971), acteur en operazanger
- Alfred Birney (1951), schrijver, essayist en columnist
- Harvey Bischop (1982), voetballer
- Sara Bisschop (1894-1992), kunstschilderes, tekenares en tekenlerares
- Theo Bitter (1916-1994), kunstschilder, graficus en tekenaar
- Gerrit Blaauw (1924-2018), natuurkundige en informaticus
- Anet Bleich (1951), journaliste, columniste en publiciste
- Leo de Block (1904-1988), politicus
- Philip Bloemendal (1918-1999), nieuwslezer
- Marnie Blok (1962), actrice en scenarioschrijfster
- Peter Blok (1960), acteur
- Leen Blom (1901-1983), beeldhouwer
- Bernard Blommers (1845-1914), kunstschilder
- Théophile de Bock (1851-1904), kunstschilder
- Ad de Boer (1946), omroepbestuurder, journalist en politicus
- Rody de Boer (1997), voetballer
- Zus Boerma-Derksen (1911-1998), verzetsstrijder
- Jan Boerman (1923-2020), componist
- Christiaan Boers (1889-1942), militair en verzetsstrijder
- Rob Boersma (1946), voetballer
- Jan Boerstoel (1944), dichter en (tekst)schrijver
- Carel van Boetzelaer (1727-1803), luitenant-generaal, commandant van het Garnizoen van Den Haag
- Casper van Bohemen (1964), acteur
- Kees van Bohemen (1928-1985), kunstschilder
- Bojoura (1947), zangeres
- Lucas Bolsius (1958), politicus
- Jean Bolten (1883-1943), legerofficier, verzetsstrijder
- René Bom (1958-2024), muziekmanager en 'nachtburgemeester van Den Haag'
- Godfried Bomans (1913-1971), schrijver
- Michael Boogerd (1972), wielrenner
- Marianne van den Boomen (1955-2014), informaticus
- Johannes Borman (1620-1959), kunstschilder
- Bob van den Bos (1947), politicoloog, politicus, dieren- en mensenrechtenactivist
- Loek Bos (1946), tekenaar, kunstschilder en beeldhouwer
- Thomas Bos (1968), schaatser
- Johannes Bosboom (1817-1891), kunstschilder en aquarellist
- Rinus van den Bosch (1938-1996), beeldhouwer, fotograaf, kunstschilder en tekenaar
- Sanne Boswinkel (1970), nieuwslezer bij RTL Z en RTL Nieuws
- Ron Boudrie (1960), volleybalinternational
- Casper Bouman (1985), olympisch zeiler
- Yahya Boussakou (2000), voetballer
- Willem Boutkan (1955), politicus (VVD; PVV)
- Willem Brakman (1922-2008), schrijver
- Sjaak Bral (1963), schrijver en cabaretier
- Karel van den Brandeler (1888-1948), olympisch moderne vijfkamper en schermer
- Steye van Brandenberg (1918-1990), acteur en regisseur
- Co Brandes (1884-1955), architect
- Stanley Brard (1958), voetballer
- Elsie de Brauw (1960), actrice
- Willem de Brauw (1838-1898), advocaat, politicus
- Wim Bravenboer (1946-2025), baan- en wegwielrenner
- Bobbie Brebde (1970), olympisch waterpolospeler
- Aart Brederode (1942), olympisch hockeyspeler
- Hendrik III van Brederode (1638-1657), 17e heer van Brederode, kolonel in Staatse dienst, wapenhandelaar
- Wolfert van Brederode (1649-1679), 18e en laatste heer van Brederode
- Charles Breijer (1914-2011), cineast, fotograaf, verzetsstrijder
- Cajo Brendel (1915-2007), radencommunist
- Hans Bres (1950), voetballer
- Henk Bres (1952), mediapersoonlijkheid en voormalig hooligan van voetbalclub ADO Den Haag
- Joekie Broedelet (1903-1996), actrice
- Francis van Broekhuizen (1975), operazangeres (sopraan) en comédienne
- Herman Broekhuizen (1922-2012), kinderkoordirigent, radioprogrammamaker, tekstschrijver en componist
- Pieter Broertjes (1952), journalist en politicus
- Piet Bromberg (1917-2001), olympisch hockeyspeler
- Hendrik Bron (1904-1979), verzetsstrijder
- Johannes Brons (1884-1964), jurist, gouverneur van Suriname
- Henricus Bronsgeest (1842-1918), missionaris in de V.S.
- Christiaan Brosch (1878-1969), olympisch schutter
- Jordy Brouwer (1988), voetballer
- Jan Anthonie Bruijn (1958), hoogleraar en politicus
- Sanne Bruinier (1875-1951), kunstenares
- Jan Bruyn (1948), olympisch roeier
- Boudewijn Büch (1948-2002), dichter, schrijver en televisiepresentator
- Menno Buch (1951-2014), televisiepresentator
- Klaas Buchly (1910-1965), olympisch wielrenner
- Leo De Budt (1919-2010), Belgisch striptekenaar, met pseudoniem Buth
- Dick Buitelaar (1938), voetbaltrainer
- Rico Bulthuis (1911-2009), schrijver, poppenspeler, illustrator, fotograaf
- Jaap-Derk Buma (1972), hockeyinternational
- Simon Burgers (1958), componist
- Ian Buruma (1951), sinoloog, japanoloog, journalist en publicist
- Dirk Bus (1907-1978), beeldhouwer
- Patrick Buteux van der Kamp (1937), olympisch hockeyspeler
- Henk van Buuren (1893-1976), acteur
- Johan Buziau (1877-1958), komiek en revueartiest
- Eugène graaf van Bylandt (1807-1876), politicus
- Jean Charles graaf van Bylandt (1776-1841), legerofficier, politicus
- Willem Frederik graaf van Bylandt (1771-1855), legerofficier, politicus

### C
- Isis Cabolet (1986), actrice
- Sandro Calabro (1983), voetballer
- Leo de Caluwé (1948), voetballer
- Remco Campert (1929-2022), dichter, schrijver en columnist
- Jetty Cantor (1903-1992), violiste, zangeres en actrice
- Jan Carmiggelt (1909-1943), econoom, journalist en verzetsstrijder
- Jan Carmiggelt (1943-2012), journalist en schrijver
- Simon Carmiggelt (1913-1987), journalist en schrijver
- Rutger Castricum (1979), journalist en presentator
- Bart Chabot (1954), schrijver, dichter en theateracteur
- Bram Charité (1917-1991), olympisch gewichtheffer
- Wim du Chatinier (1937-2014), politicus (o.a. wethouder van Den Haag)
- Marc Chavannes (1946-2024), journalist
- Chavanté (2001), rapper
- Tjaronn Chery (1988), voetballer
- Char Li Chung (1995), toneelregisseur
- Soesja Citroen (1948), jazzzangeres en -componiste
- Mick Clavan (1929-1983), olympisch voetballer
- Jacques Clemens (1909-2018), priester
- Jan de Cler (1915-2009), artiest
- Thomas Cletcher jr. (1598-1666), juwelier, goud- en zilversmid, schepen en burgemeester van Den Haag
- William Cohen Stuart (1857-1935), marineofficier, minister van Marine 1905-1907
- Ko Colijn (1951), journalist en politicoloog
- Ivo Coljé (1951-2012), beeldhouwer, schilder en graficus
- Jacques Commandeur (1935-2008), acteur
- Guillaume de Constant Rebecque de Villars (1750-1832), edelman, Nederlands luitenant-generaal
- Helen Cooper (1949), toneelspeelster, theaterschrijfster ,-regisseur
- Marlies Cordia (1949-2022), hoorspelregisseuse
- Pieter Cort van der Linden (1846-1935), politicus; minister-president 1913-1918
- Louis Couperus (1863-1923), schrijver (bekende uitspraak: "Zoo ik iets ben, ben ik een Hagenaar")
- Hans Couzy (1940-2019), luitenant-generaal, bevelhebber

### D
- Deborah van Dam (1968), filmmaakster
- Pieter van Dam (1904-1985), olympisch gymnast
- Hendrick Danckerts (1625-1680), kunstschilder en graveur
- Frank Dane (1981), radio-dj
- Laura Dankelman (2003), voetbalster
- Darkraver (1967), artiestennaam van Steve Sweet, dj
- Paul Adriaan Daum (P.A. Daum; 1850-1898), journalist (in Nederlands-Indië), roman- en toneelschrijver
- Louis Debij (1932-2018), slagwerker
- Wim Deetman (1945), politicus en burgemeester
- Fred Delfgaauw (1960), acteur
- Karin Dekker (1960), politica
- Sander Dekker (1975), politicus
- Harry Dénis (1896-1971), voetballer
- Jacob Derwig (1969), theater- en filmacteur
- Corinne Dettmeijer (1949), juriste
- Paulien van Deutekom (1981-2019), olympisch schaatsster
- Peter Diepenhorst (1942-2022), politicus
- Johan Dierquens (1710-1780), burgemeester van Den Haag
- Jeronymus van Diest (I) (ca. 1600), schilder
- Jeronymus van Diest (II) (1631), schilder
- Jan Diesfeldt (1918-1944), verzetsstrijder
- Daan van Dijk (1907-1986), wielrenner
- Marinus Dijkerman (1948), olympisch hockeyspeler
- Willie Dille (1965-2018), politica (Tweede Kamerlid en gemeenteraadslid van Den Haag)
- Willy Dobbe (1944), omroepster en presentatrice
- Arthur Docters van Leeuwen (1945-2020), jurist en topambtenaar
- Hanno van der Does (1933-2021), (lands)advocaat; lid Raad van State
- Simon van der Does (1653-1717), kunstschilder
- Wigbold van der Does van Noordwijk (1726-1787), baljuw en schout van Den Haag
- Johan Doesburg (1955-2025), toneelregisseur
- Coot van Doesburgh (1943), tekstdichter, schrijfster en vertaalster
- Max Dohle (1955), schrijver, sporthistoricus
- Hein Donner (1927-1988), schaakgrootmeester en schrijver
- Eddy Doorenbos (1921-2013), zanger, bassist, gitarist, pianist, componist, tekstdichter, kunstschilder en entertainer
- Pim van Doorn (1911-1943), verzetsstrijder, Engelandvaarder
- Lia Dorana (1918-2010), pseudoniem van Beppy van Werven), cabaretière en actrice
- François Doubleth (1642-1688), burgemeester van Den Haag
- Philips Doubleth (1633-1707), ontvanger-generaal van de Republiek der Zeven Verenigde Nederlanden
- Willem Doudijns (1630-1697), kunstschilder
- Wilma Driessen (1938), sopraan
- Carel van den Driest (1947-2023), bestuurder
- Anna Drijver (1983), actrice
- Huib Drion (1917-2004), rechtsgeleerde, essayist en raadsheer
- Irwan Droog (1984), schrijver, redacteur en vertaler
- Lydia Duif (1903-1993), schilder, tekenaar en etser
- Roel van Duijn (1943), politicus en politiek activist
- Mike van Duinen (1991), voetballer
- Kees Duijvestein (1943), emeritus-hoogleraar
- Hans Duistermaat (1942-2010), wiskundige
- Adri Duivesteijn (1950-2023), politicus, wethouder in Den Haag en Almere
- Joosje Duk (1994), actrice, regisseuse en (scenario)schrijfster
- Johnny Dusbaba (1956), voetballer
- Robbert Duval (1649-1732), kunstenaar en conservator
- Anthonie Duyck (ca. 1560-1629), raadpensionaris van Holland

### E
- Ted Easton (1932-1990), jazzmusicus
- Bunna Ebels-Hoving (1932-2022), historica en mediëviste
- Bobbi Eden (1980), pornoactrice
- Jaap Eggermont (1946), ex-drummer van Golden Earring en muziekproducent
- Prosper Ego (1927-2015), politiek activist
- Hans Eijsackers (1967), pianist en componist
- Doeke Eisma (1939-2023), politicus
- Rudi Ekkart (1947), kunsthistoricus
- Cornelis Elandt (1641-1687), landmeter, cartograaf, prentkunstenaar, kunstschilder en tekenaar
- John Elffers (1943), olympisch hockeyspeler
- Ton Elias (1955), journalist en politicus
- Pieter Jacob Elout van Soeterwoude (1805-1893), rechter en antirevolutionair politicus
- Paul Elstak (1966), dj
- Hans Elzerman (1954), olympisch zwemmer
- Henk Elzerman (1958), olympisch zwemmer
- Josien Elzerman (1956), olympisch zwemmer
- Anicka van Emden (1986), olympisch judoka
- Gert-Jan van den Ende (1962), acteur, componist en clown
- Jan van den Ende (1922-2008), filmmaker, verzetsstrijder
- Mario van der Ende (1956), internationaal voetbalscheidsrechter / scheidsrechter van de eeuw
- Han Entzinger (1947), hoogleraar integratie- en migratiestudies
- Priscilla Ernst (1971), olympisch shorttracker
- Willem van Erp Taalman Kip (1824-1905), zeeofficier, politicus
- Andrée van Es (1953), politica (PSP, Groen Links)
- Hans Eschbach (1948-2019), predikant
- Stephan Evenblij (1981), acteur
- Jennifer Ewbank (1987), zangeres, pianiste en componiste
- Tonny Eyk (= Teun Eikelboom) (1940), musicus

### F
- Alexander Faassen senior (1839-1931), acteur
- Rosier Faassen (1833-1907), acteur en toneelschrijver
- Michel Faber (1960), Engelstalig schrijver
- François Fagel (1618-1680), president-raadsheer van het Hof van Holland
- François Fagel (1768-1856), edelman, marineofficier
- Gaspar Fagel (1634-1688), raadpensionaris van Holland
- Hendrik Fagel (1617-1690), jurist en griffier van de Staten-Generaal
- Hendrik Fagel (1706-1790), jurist en griffier van de Staten-Generaal
- Jacob Fagel (1766-1835), diplomaat
- Robbert Fagel (1771-1856), generaal der Infanterie, minister van Staat
- Gabriel Fahrenheit (1686-1736), Duits natuurkundige, bekend van de Fahrenheit-temperatuurschaal
- Hicham Faik (1992), voetballer
- Paulus Constantijn la Fargue (1729-1782), kunstschilder, etser en tekenaar
- Maria Margaretha la Fargue (1743-1813), kunstschilder en tekenaar
- Constant Feith (1884-1958), olympisch voetballer
- Guyon Fernandez (1986), voetballer
- Frans Fiolet (1939), olympisch hockeyspeler
- Gerard Fieret (1924-2009), fotograaf, beeldend kunstenaar, dichter
- Louis von Fisenne (1911-1990), burgemeester
- Jaap Flier (1934-2022), balletdanser en choreograaf
- Jan Franken Pzn. (1896-1977), kunstschilder, tekenaar, illustrator, houtsnijder, boekbandontwerper
- Harriët Freezer (= Miep Eybergen) (1911-1977), schrijfster, journaliste en feministe
- Paul Frentrop (1954), journalist, hoogleraar en politicus
- Herman Friedhoff (1920-2000), verzetsstrijder

### G
- Lotti van der Gaag (1923-1999), beeldhouwer en kunstschilder
- Josephine van Gasteren (1917-1989), actrice
- Boudewijn de Geer (1955-2024), voetballer
- Joop Geesink (1913-1984), filmproducent
- Paul van Geest (1964), kerkhistoricus
- Marcel Gelauff (1957), (omroep)journalist
- André van Geldorp (1961), gitarist
- Ewout Genemans (1985), televisieproducent, presentator, zanger en acteur
- Piet Gerbrandy (1958), dichter, essayist en vertaler
- Rinus Gerritsen (1946), bassist van Golden Earring
- Jacob Gestman Geradts (1951), ingenieur, historicus en kunstenaar
- Steven Jan Matthijs van Geuns (1864-1939), jurist
- Johanna de Geus (1903-1986), zangeres
- Carl Geverding (1832-1910), beeldhouwer
- Wilbert Gieske (1946), acteur
- Roderick Glastra (1971), sledehondenmenner
- Hans de Goeij (1908-1994), chemisch technoloog, uitvinder, zakenman
- Adriaan van der Goes (1722-1797), burgemeester van Den Haag
- Henri van der Goes van Dirxland (1841-1890), politicus
- Theo van Gogh (1957-2004), filmregisseur
- Gerard Gordeau (1956), vechtsporter
- Herman Gordijn (1932-2017), beeldend kunstenaar
- David Gosker (1959), collagekunstenaar
- Hendrick Goudt (1583-1648), schilder, tekenaar en graveur
- Edwin de Graaf (1980), voetballer
- Machiel de Graaf (1969), politicus
- Elselien van der Graaf (1949), beeldhouwer
- Jan de Graaff (1943-2014), journalist
- Riet Grabijn-van Putten (1933), SGP-lid en vrouwenrechtenactiviste binnen de partij
- Andries de Graeff (1872-1957), politicus, gouverneur-generaal van Nederlands-Indië
- Johan Gram (1833-1914), schrijver, schilder, kunstcriticus, kunstgeleerde
- Jan Gregoor (1914-1982), kunstschilder en tekenaar
- Maurits Greshoff (1862-1909), plantkundige, museumdirecteur
- Ernst Greven (1885-1924), olympisch atleet
- Gerard van Grieken (1935-2010), beeldend kunstenaar
- Jan le Griep (1913-1942), verzetsstrijder
- Cees Grimbergen (1951), journalist en televisiepresentator
- Han Groenewegen (1888-1980), architect
- Nettie Grooss (1905-1977), olympisch atlete
- Roger de Groot (1966), politicus
- Jasmijn de Groot (2002), voetbalster
- Klaas de Grooth (1852-193), architect en ondernemer
- Edwin Grünholz (1969), voetbaltrainer en voormalig veld- en zaalvoetballer
- Marnix van der Gun (1978), voetballer
- Willemijn van Gurp (1918-2021), verzetsstrijdster

### H
- Guus Haak (1937), voetballer
- Jurjen de Haan (1936-2018), kunstschilder
- Tjaard W.R. de Haan (1919-1983), volkskundige en neerlandicus
- Joan Haanappel (1940-2024), olympisch kunstschaatser en presentatrice
- Jaap Haartsen (1963), elektrotechnicus, uitvinder van de Bluetooth-technologie
- Robin Haase (1987), tennisser
- Rien Hack (1871-1939), beeldhouwer
- Jerrel Hak (2000), voetballer
- Anton de Haen (1704-1776), arts
- Wybren van Haga (1967), politicus
- Henk Hage (1950-2022), beeldend kunstenaar
- Esther Hageman (1957-2009), journaliste en publiciste
- Ronald Hagen (1976), danceproducer
- Saskia Halfmouw (1968), illustratrice
- Pollo Hamburger (1944), acteur
- Adriaen Hanneman (1604-1671), kunstschilder
- Herman Hardenberg (1901-1976), algemeen rijksarchivaris
- Lambertus Hardenberg (1822-1900), kunstschilder, medeoprichter Pulchri Studio
- Thom Harinck (1943), kickbokstrainer
- Kees 't Hart (1944), schrijver, dichter en literatuurcriticus
- Elsa Hartjesveld (1965), kunstschilderes
- Cornelis Hartog (1910-1944), verzetsstrijder
- Lo Hartog van Banda (1916-2006), stripauteur en tekstschrijver
- Leendert Hasenbosch (ca. 1695-1725), VOC-soldaat, banneling
- Elsemieke Havenga (1959), televisiepresentatrice en voormalig hockeyinternational
- Corneille de la Haye (begin 16e eeuw-1575; ook bekend als Corneille de Lyon), 16e-eeuwse kunstschilder aan het Franse hof
- Wim van Heel (1922-1972), olympisch hockeyspeler
- Jacoba van Heemskerck (1876-1923), kunstenares
- Pierre Heijnen (1953), politicus, wethouder van Den Haag
- Eva van Heijningen (1958), actrice, poppenspeelster, videomaakster en toneelschrijfster
- Leo van Heijningen (1919-2008), advocaat
- Nicolaes Heinsius (1656-1718), schrijver en medicus
- Conny Helder (1958), bestuurder en politica
- Mat Herben (1952), journalist en politicus
- Felix Hess (1941-2022), kunstenaar en natuurkundige
- Rob Hessing (1942), politicus
- Herman Heuff (1875-1945), beeldend kunstenaar
- Lambert van Heygen CSSp (1920-2007), missionaris en (aarts)bisschop in Kameroen
- Barend van Hijkoop (1953), voetballer
- Willy Hijmans (1921-2018), hoogleraar geneeskunde
- Vincent Hildebrandt (1954), organist en arts
- Hans Hillen (1947), politicus
- Jan Paul Hinrichs (1956), auteur, slavist en vertaler
- Jacob Hobein (1810-1888), zeevaarder
- Jemmy van Hoboken (1900-1962), grafisch ontwerper, kunstschilder, illustratrice en tekenares
- Mirna van der Hoeven (1948), olympisch atlete
- Ruud Hoff (1949-2020), geschiedkundige en politicoloog
- Erik Hofland (1974), muzikant en componist
- Willem VI van Holland (1365-1417), graaf van Holland en Zeeland
- Ewout Holst (1978), olympisch zwemmer
- Edzard van Holthe (1896-1967), viceadmiraal, bevelhebber der Zeestrijdkrachten 1948-1951
- Anton van Hooff (1943), historicus, vrijdenker
- Gerrit Hooft (1779-1872), burgemeester van Loosduinen, wethouder van Den Haag
- Ina Hooft (1974), kunstschilder
- P.H. van der Hoog (1888-1957), dermatoloog, wereldreiziger
- Sugar Lee Hooper (1948-2010), zangeres en presentatrice
- Eef Hoos (1946-2016), crimineel
- Frank Houben (1939-2023),  politicus en bestuurder
- Gerard Houckgeest (± 1600–1661), kunstschilder
- Joachim Houckgeest (± 1585–vóór 1644), kunstschilder en tekenaar
- Hans van Houten (1907-1996), diplomaat en politicus
- Bart van Hove (1850-1914), beeldhouwer en hoogleraar
- Gerard van Hove (1877-1936), schilder
- Michiel ten Hove (1640-1689), waarnemend raadpensionaris van Holland en West-Friesland
- Theo van Hoytema (1863-1917), beeldend kunstenaar
- Fedja van Huêt (1973), acteur
- Ferd Hugas (1937-2025), acteur, hoorspelacteur en scenarioschrijver
- Kee Huidekoper (1981), actrice
- Jean Emile Humbert (1771-1839), militair ingenieur
- Peter van der Hurk (1949-2025), paragnost
- Frédérique Huydts (1967-2006), actrice
- Christiaan Huygens (1629-1695), wetenschapper
- Constantijn Huygens (1596-1687), diplomaat, componist, dichter
- Constantijn Huygens jr. (1628-1697), astronoom, uitvinder
- Willem Huyssen van Kattendijke (1816-1866), zeeofficier, minister van Marine

### I
- Lex Immers (1986), voetballer
- Arnold Hugo Ingen Housz (1888-1983), ondernemer en ingenieur
- Mien van Itallie-van Embden (1870-1959), juriste en politica

### J
- Frederik s'Jacob (1822-1901), gouverneur-generaal van Nederlands-Indië
- Karel Jansen (1925-2008), voetballer en voetbal(vakbonds)bestuurder
- Sacharias Jansen (ca. 1585-ca. 1632), brillenslijper, genoemd als uitvinder van de telescoop
- Joannes Jansen (1840-1925), wethouder en waarnemend burgemeester van Den Haag
- Felicie Jehu (1865-1956), Nederlands kinderboekenschrijfster
- Harrie Jekkers (1951), zanger en cabaretier
- Dick Jol (1956), scheidsrechter
- Martin Jol (1956), voetballer en voetbalcoach
- Dimi de Jong (1994), snowboarder
- Hens de Jong (1927-2003), schilderes, tekenares, graficus, kunstdocente
- Wouter de Jong (1981), acteur
- Samantha de Jong (1990), tv-persoonlijkheid
- Wouter de Jong (1981), acteur
- Jaap Jongbloed (1955), presentator en journalist
- Bonifacius de Jonge (1875-1958), gouverneur-generaal van Nederlands-Indië
- Hella de Jonge (1949), kunstenares
- Jan de Jonge (1828-1880), tekenaar en etser; directeur van het Mauritshuis
- Raymond Joval (1968), olympisch bokser
- Fred Julsing (1942-2005), striptekenaar
- Hendrik Jut (1851-1878), moordenaar

### K
- Frederik Kaemmerer (1839-1902), kunstschilder
- Rudie Kagie (1950), journalist
- Ekrem Kahya (1978), voetballer
- Frits Kalff (1934-2023), verzekeraar
- Frits Kalshoven (1924-2017), marineofficier, rechtsgeleerde en diplomaat
- Walter van der Kamp (1926-2009), televisieregisseur
- Jan van Kampen (1899-1969), olympisch atleet
- Joop Kamstra (1905-1957), olympisch atleet
- Wouter Kan (1950), olympisch hockeyspeler
- Wanda de Kanter (1959), longarts en activist tegen de tabaksindustrie
- Jan Kappeyne van de Coppello (1822-1895), advocaat, minister-president van Nederland
- Arwin Kardolus (1964), olympisch schermer
- Kasper Kardolus (1937-2022), schermer en schermleraar
- Olaf Kardolus (1963), olympisch schermer
- Oscar Kardolus (1956-2017), olympisch schermer
- Yvette Kardolus (1958), schermster
- Herman van Karnebeek (1874-1942), diplomaat, politicus, burgemeester van Den Haag van 1911-1918 en voorzitter van de Volkenbond
- Vincent Karremans (1986), ondernemer en politicus (VVD)
- Karel Kasteel (1934), rooms-katholiek prelaat
- Pieter Leonard van de Kasteele (1748-1810), politicus, patriot en dichter
- Jan ten Kate (1819-1889), dichter en dominee
- Wim Kayzer (1946-2023), journalist en programmamaker
- Hans Kazàn (1953), goochelaar en tv-presentator
- Henk Keemink (1902-1985), olympisch atleet
- Linda Keijzer (1967-), CEO van verschillende Nederlandse bedrijven
- Peter Kemper (1942), voetballer
- Arnold Joost van Keppel (1670-1718), edelman, hoffunctionaris, vermeende geliefde van stadhouder-koning Willem III
- Cock Kerling-Simons (1929-2023), politica
- Sinan Keskin (1994), Nederlands-Turks voetballer
- Guus Kessler (1888-1972), olympisch tennisser
- John van Kesteren (1921-2008), tenor
- Yvonne Keuls (1931), schrijfster
- Maurits Kiek (1909-1980), verzetsstrijder
- Harry Kies (1953), cabaretimpresario en directeur van Harry Kies Theaterproducties
- Aad Kila (1953), voetballer
- Paul Kingma (1931-2013), beeldhouwer en mozaïekkunstenaar
- Irene Kinnegim (1975), triatlete en atlete
- Ricardo Kishna (1995), voetballer
- Floor Kist (1935), diplomaat, grootmeester (1986-1998) van koningin Beatrix en kanselier der Huisorden (sinds 1999)
- Toos van der Klaauw (1915-2011), olympisch schermster
- Arie Klapwijk (1921-2008), revalidatiearts
- Lambert van Kleef (1846-1928), chirurg en fotograaf
- Patty Klein (1946-2019), stripauteur en dichteres
- Maria Kleine-Gartman (1818-1885), toneelspeelster
- Jan Kleinpenning (1936), hoogleraar sociale geografie
- Sander Jan Klerk (1982), acteur, zanger en presentator
- René Klijn (1962-1993), zanger en fotomodel
- Karel Klinkenberg (1852-1924), kunstschilder
- KM (1997), rapper
- Johannes van Knobelsdorff (1917-2020), burgemeester en dijkgraaf
- Richard Knopper (1977), professioneel voetballer
- Gerhardus Knuttel Wzn (1889-1968), kunsthistoricus, directeur van het Haags Gemeentemuseum
- Çağrı Kodalak (1991), voetballer
- Hans Kok (1968), filmmaker
- Frans Kokshoorn (1920-2007), acteur
- Bessel van der Kolk (1943), Nederlands-Amerikaans psychiater en hoogleraar
- Santi Kolk (1981), voetballer
- Antoine de Kom (1966), psychiater, schrijver en dichter
- Howard Komproe (1971), cabaretier en stemacteur
- Ans Koning (1923-2006), olympisch atlete
- Karen van der Kooij (1963), olympisch atlete
- Martin Koolhoven (1969), filmmaker
- Hugo Koolschijn (1946-2024), acteur
- Kees van Kooten (1941), cabaretier en schrijver
- René van Kooten (1972), musicalster, zanger en acteur
- George Kooymans (1948-2025), gitarist en zanger van Golden Earring
- Jaap Korsloot (1934), olympisch volleybalspeler
- Giovanni Korte (1993), voetballer
- Rudolf de Korte (1936-2020), politicus
- Rudolf Kortenhorst (1950), schilder
- Daphne Koster (1981), voetbalster
- Everhardus Koster (1817-1892), kunstschilder
- Wim Kouwenhoven (1923-2009), acteur
- Dick Kraaijveld (1938-2021), burgemeester
- Karianne Krabbendam (1951), beeldhouwster
- Johannes Henderik Kramers (1823-1896), kostschooldirecteur
- Rob van Kreeveld (1941-2023), pianist en componist
- Neeltje Krijthe (1909-1990), landbouwkundige en verzetsstrijder
- Huib van Krimpen, (1917-2002), typograaf, letterontwerper
- Cia Kroon (1961), politica
- Joke Kruijk-van Rest (1935-2025), politica
- Hans Kruize (1954), olympisch hockeyspeler
- Jan Hidde Kruize (1961), olympisch hockeyspeler
- Ties Kruize (1952), hockeyinternational
- Tim Krul (1988), voetbalkeeper
- Gustav Krupp von Bohlen und Halbach (1870-1950), Duits militair industrieel
- Gerhardus Kruys (1902), vice-admiraal en minister van Marine
- Theodoor Louis Kruys (1940), vice-admiraal
- Conny Kuipéri (1946), beeldend kunstenares, collagiste
- Simone Kukenheim (1979), politica
- Rob Kurvers (1941), priester

### L
- Ton van der Laaken (1953-2024), korfballer, scheidsrechter en coach
- Leo van der Laan (1864-1942), architect
- Trudy Labij (1943), actrice
- Mark Labrand (1985), radio-dj bij Radio 538, voice-over en televisiepresentator
- Daniël van Laer (1752-1824), patriottisch politicus, advocaat-fiscaal
- Suze la Chapelle-Roobol (1855-1923), schrijfster en vertaalster
- Antoni La Forme (1685-1775), schout
- John Lagrand (1949-2005), muzikant
- Cees de Lange (1913-1974) (officiële naam Cees Michielsen), conferencier en presentator
- Laurie Langenbach (1947-1984), schrijfster
- John Leddy (1930-2022), acteur
- Wouter Leefers (1953), olympisch hockeyspeler
- Bram Leenards (1940), olympisch waterpolospeler
- Bernard Leene (1903-1988), olympisch wielrenner
- Hannah de Leeuwe (1948), actrice
- Dennis van Leeuwen (1971), gitarist
- Geoffrey van Leeuwen (1971), ambtenaar, diplomaat, ambassadeur en minister voor Buitenlandse Handel en Ontwikkelingssamenwerking
- Hendrika Johanna van Leeuwen (1887-1974), natuurkundige
- Joke van Leeuwen (1952), schrijfster
- Laura van Leeuwen (1986), turnster en sportbestuurder
- Marieke van Leeuwen (1950), actrice, regisseuse en dichteres
- Lisanne Lejeune (1963), olympisch hockeyspeler
- Henk Lemckert (1944), organist en schrijver
- Johann Th. Lemckert (1940), organist en componist
- Bart Lensink (1925-2024), dierentuindirecteur en zoöloog
- Clemens Levert (1990), acteur
- Lisette Lewin (1939-2024), schrijfster en journaliste
- Walter Lewin (1936), natuurkundige
- Tomas Lieske (1943), schrijver en dichter
- Carel van Lier (1897-1945), kunsthandelaar, verzetsstrijder
- Joseph Limburg (1866-1940), advocaat en politicus
- Peter van der Linden (1923-2019), acteur en verhalenverteller
- Tscheu La Ling (1956), voetballer
- Derek de Lint (1950), acteur
- Johnny Lion (1941-2019), zanger
- Dirck van der Lisse (1607-1669), kunstschilder, schepen en burgemeester van Den Haag
- Greta Lobo-Braakensiek (1882-1926), actrice
- Emmy van Lokhorst (1891-1970), schrijfster en recensente
- Marius van Lokhorst (1883-1971), NSB-politicus, burgemeester van Nijmegen in de Tweede Wereldoorlog
- Laurens Looije (1973), olympisch atleet
- Jikke van Loon (1971), beeldhouwer
- A.J. de Lorm (1902-1989), museumdirecteur
- Barbara Lorsheijd (1991), voetbalster
- Aarnout Loudon (1936-2021), topbestuurder en politicus
- Alexander Loudon (1892-1953), diplomaat, lid Raad van State
- James Loudon (1824–1900), liberaal koloniaal bestuurder en minister
- Tony Lovink (1902-1995), diplomaat, koloniaal bestuurder
- DJ Luna (1977), Richard de Mildt, live-dj
- Frans van Lynden van Hemmen (1761-1845), edelman, politicus
- Alex van Lynden van Sandenburg (1873-1932), edelman, politicus, vicepresident van de Raad van State

### M
- Monique Quint-Maagdenberg (1945), politica, burgemeester van Vaals
- Cornelis van Maanen (1769-1846), minister van Justitie onder Lodewijk Napoleon en Willem I
- Marinus van der Maarel (1857-1921), kunstschilder
- Bridget Maasland (1974), presentatrice, danseres, dierenrechtenactiviste
- Paul Maasland (1903-1983), olympisch roeier
- Daniël Mackay (1900-1969), ambtenaar en (waarnemend) secretaris van de Hoge Raad van Adel
- Donald Jacob Mackay (1839-1921), jurist, Nederlands en Brits politicus
- Bo Maerten (1992), actrice
- Marit Maij (1972), politica
- Liliane Mandema (1959-2020), atlete
- Désirée Manders (Desray) (1969), zangeres
- Tom Manders (1921-1972), artiest
- Bertien van Manen (1935-2024), fotografe
- Aad Mansveld (1944-1991), voetballer
- Jacob Maris (1837-1899), kunstschilder, etser en lithograaf
- Matthijs Maris (1839-1917), kunstschilder
- Willem Maris (1844-1910), kunstschilder, tekenaar, etser en aquarellist
- Benjo Maso (1944), socioloog (boeken over wielrennen)
- Liesbeth Mau Asam (1983), olympisch shorttracker
- Anton Rudolph Mauve (Anton Mauve jr.), (1876-1962), beeldend kunstenaar
- Olga van der Meer (1963), schrijfster
- Simon van der Meer (1925-2011), ingenieur, natuurkundige en Nobelprijswinnaar (1984)
- Johan Meerman (1753-1815), stichter van Museum Meermanno-Westreenianum
- Rudolf Mees (1931-2010), bankier
- Mariët Meester (1958), schrijfster
- Lex Meeussen (1889-1960), beeldhouwer, schilder, tekenaar, toneelschrijver
- Lili Meeuwisse (1959), olympisch roeister
- Fred Meijer (1960), stemacteur
- James Melvill van Carnbee (1867-1944), olympisch schermer
- Renée Menschaar (1955), poppenspeelster van Pino
- Wieger Mensonides (1938), olympisch zwemmer
- Marcella Mesker (1959), tennisster
- Denis Mesritz (1919-1945), verzetsstrijder
- Jean Mesritz (1918-1945), verzetsstrijder
- Camilla Meurer (1986), actrice
- Eduard Mettivier Meijer (1914-1944), verzetsstrijder
- Ronald van Meygaarden (1962), burgemeester
- Lena Michaëlis (1905-1982), olympisch atlete
- Sylvia Millecam (1956-2001), comédienne, actrice, zangeres en presentatrice
- Ferry Mingelen (1947), journalist en televisiepresentator
- Ruud Misdorp (1952), olympisch waterpolospeler
- Kika Mol (1949), actrice
- John de Mol jr. (1955), mediamagnaat
- Maria Moninckx (1673-1757), botanisch illustratrice
- Vincent Monnikendam (1936-2024), documentairemaker
- Ileen Montijn (1952), historica en schrijfster
- Magdalena Moons (1541-1613), heldin van Leidens ontzet
- Guido de Moor (1937-1989), acteur en toneelregisseur
- Heppe de Moor (1938-1992), beeldend kunstenaar
- Marente de Moor (1972), schrijfster en columniste
- Maélys Morel (1945), actrice
- Bas Muijs (1976), acteur
- Mula B, rapper
- Johan Mutters (1858-1930), architect

### N
- Ronald Naar (1955-2011), bergbeklimmer
- Nadieh (1958-1996), singer-songwriter
- Anne Willem van Nagell (1756-1851), diplomaat en politicus
- Albertine Agnes van Nassau (1634-1696), gravin van Nassau, prinses van Nassau-Dietz, dochter van Frederik Hendrik van Oranje, echtgenote van Willem Frederik van Nassau-Dietz
- Amalia van Nassau-Dietz (1655-1695), hertogin van  van Saksen-Eisenach
- Louise Henriëtte van Nassau (1627-1667), gravin van Nassau, keurvorstin van Brandenburg, dochter van Frederik Hendrik van Oranje
- Maria van Nassau (1642-1688), gravin van Nassau, gravin van Simmern-Kaiserslautern, dochter van stadhouder Frederik Hendrik
- Hendrik Casimir II van Nassau-Dietz (1657-1696), stadhouder van Friesland, Groningen en Drenthe (1664-1696)
- Maurits van Nassau-LaLecq (1670-1740), edelman, generaal in de Verenigde Provinciën
- Lodewijk Adriaan van Nassau-Odijk (1670-1742), edelman, politicus, lid van de Raad van State
- Hendrik van Nassau-Ouwerkerk (1640-1708), edelman, veldmaarschalk  in de Verenigde Provinciën
- Willem van Nassau-Ouwerkerk (1679-1753), edelman, veldmaarschalk in de Verenigde Provinciën
- Frederik Willem van Nassau-Weilburg (1768-1816), vorst van Nassau-Weilburg, vanaf 1806 vorst van Nassau
- George Willem Belgicus van Nassau-Weilburg (1760-1762), erfprins van Nassau-Weilburg
- Lodewijk van Nassau-Weilburg (1761-1770), erfprins van Nassau-Weilburg
- Louise van Nassau-Weilburg (1765-1837), vorstin van Reuß, nicht van stadhouder Willem V
- Maria van Nassau-Weilburg (1764-1802), coadjutrix en decanes van het Sticht Herford en kanunnikes van de Abdij van Quedlinburg
- Henriette van Nassau-Zuylestein (1688-1759), gravin van Athlone, vrouwe van Kasteel Amerongen
- William Nassau de Zuylestein (1649-1708), edelman, diplomaat, vertrouweling van koning-stadhouder Willem III
- Ellen Nauta-van Moorsel (1960), politica
- Jaap Nauwelaerts de Agé (1917-2016), judoka
- Sebastiaan Nederburgh (1762-1811), staatsman
- Alexia der Nederlanden (2005), prinses der Nederlanden
- Ariane der Nederlanden (2007), prinses der Nederlanden
- Catharina-Amalia der Nederlanden (2003), prinses van Oranje, (kroon-)prinses der Nederlanden
- Wilhelmina der Nederlanden (1880-1962), koningin der Nederlanden
- Willem I der Nederlanden (1772-1843), koning der Nederlanden
- Willem II der Nederlanden (1792-1849), koning der Nederlanden
- Joan Nederlof (1962), actrice en scenarioschrijfster
- Charlie Nederpelt (1920-1987), pianist en orkestleider
- Ramon de Nennie (1958-2024), kunstenaar en grafisch vormgever
- Constantijn Netscher (1668-1723), schilder en tekenaar
- Jacques Nieuwlaat (1972), verslaggever bij darts en mastercaller
- Dolf Niezen (1926-2020), voetbaldoelman
- Joop Niezen (1935-2025), voetballer, sportjournalist en radiopresentator
- Martinus Nijhoff (1894-1953), dichter, toneelschrijver, verzetsstrijder
- Wouter Nijhoff (1866-1947), boekhandelaar en uitgever
- Shary-An Nivillac (1992), zangeres
- Louis van der Noordaa (1894-1945), beeldhouwer en illustrator
- Adriaan Noordendorp (1780-1833), rijksarchitect en bouwmeester der koninklijke paleizen en landsgebouwen
- Adriaan Nooteboom (1928-2023), politicus
- Hans Nord (1919-1996), politicus en verzetsstrijder
- Peter Nottet (1944), olympisch schaatser

### O
- Willem van Oldenbarnevelt (1590-voor 1638), zoon van Johan van Oldenbarnevelt
- Sanne van Olphen (1989), handbalster
- Jan Frederik Oltmans (1806-1854), schrijver van historische romans
- Marjan Olyslager (1962), olympisch atlete
- Sergio Ommel (1977), voetballer
- Pieter Omtzigt (1974), politicus
- Kees Oosschot (1870-1945), beeldhouwer
- Willem van Oostervant (1365-1417), regeerde 1404-1417 als Willem VI graaf van Holland
- Henriëtte Catharina van Oranje (1637-1708), vorstin van Anhalt-Dessau, dochter van stadhouder Frederik Hendrik en Amalia van Solms
- Willem II van Oranje (1626-1650), prins van Oranje, stadhouder van Holland, Zeeland, Utrecht, Gelre, Zutphen, Overijssel, Groningen en Drenthe
- Willem III van Oranje (1650-1702), prins van Oranje, stadhouder van Holland, Zeeland, Utrecht, Gelre, Zutphen, Overijssel, Drenthe en koning van Engeland, Schotland en Ierland
- Alexander van Oranje-Nassau (1851-1884), prins van Oranje, prins der Nederlanden, prins van Oranje-Nassau
- Frederik van Oranje-Nassau (1836-1846), prins van Oranje-Nassau
- Louise van Oranje-Nassau (1770-1819), prinses van Oranje-Nassau, hertogin van Brunswijk-Wolfenbüttel
- Louise van Oranje-Nassau (1828-1871), prinses der Nederlanden, koningin van Zweden en Noorwegen
- Maurits van Oranje-Nassau (1843-1850), prins der Nederlanden, prins van Oranje-Nassau
- Sophie van Oranje-Nassau (1824-1897), dochter van koning Willem II der Nederlanden
- Willem van Oranje-Nassau (1774-1799), prins van Oranje-Nassau, luitenant-generaal der cavalerie en grootmeester der artillerie
- Willem van Oranje-Nassau (1840-1879), prins van Oranje, prins der Nederlanden, prins van Oranje-Nassau
- Willem V van Oranje-Nassau (1748-1806), prins van Oranje, vorst van Nassau-Dietz, was erfstadhouder van de Republiek der Verenigde Nederlanden
- Claus-Casimir van Oranje-Nassau van Amsberg (2004), graaf van Oranje-Nassau, jonkheer van Amsberg, zoon van prins Constantijn en prinses Laurentien
- Eloise van Oranje-Nassau van Amsberg (2002), gravin van Oranje-Nassau, jonkvrouw van Amsberg, dochter van prins Constantijn en prinses Laurentien
- Leonore van Oranje-Nassau van Amsberg (2006), gravin van Oranje-Nassau, jonkvrouw van Amsberg, dochter van prins Constantijn en prinses Laurentien
- Jac Orie (1968), schaatser en schaatscoach
- Maria Margaretha van Os (gedoopt 1779-1862), kunstschilderes
- Martine van Os (1957), televisiepresentatrice en actrice
- Peter Oskam (1960), politicus
- Esmeralda Ossendrijver (1968), olympisch shorttrackster
- Annemarie Oster (1942), actrice, schrijfster en columniste
- Fred Oster (1936),  televisiepresentator, -regisseur en -producent
- Gerrit-Jan van Otterloo (1949), Tweede Kamerlid (PvdA, later 50PLUS)
- J. van Oudshoorn (= J.K. Feylbrief) (1876-1951), schrijver
- Aad Oudt (1946), olympisch zwemmer
- Rob Ouwehand (1951), voetballer
- Gerritjan van Oven (1948-2025), jurist en politicus
- Michel van Overbeeke (1942-2024), kunstenaar
- Nancy van Overveldt (1930-2015), kunstschilder
- Ootje Oxenaar (1929-2017), graficus, bankbiljetontwerper
- Rudi Oxenaar (1925-2005), museumdirecteur
- Liny van Oyen (1932-2024), televisiepresentatrice

### P
- Jos Paardekooper (1949), letter- en geschiedkundige
- Anna Maria Paauw (?-1710), dichteres
- Charles Pahud de Mortanges (1896-1971), legerofficier en ruiterkampioen
- Arie Pais (1930-2022), politicus en bestuurder
- Eduard van de Palts (1625-1663), zesde zoon van keurvorst Frederik V van de Palts, koning van Bohemen, en diens echtgenote prinses Elizabeth Stuart
- Henriëtte van de Palts (1626-1651), dochter van Frederik V van de Palts en diens vrouw Elizabeth Stuart, huwt met Sigismund Rákóczi, broer van George II Rákóczi, vorst van Zevenburgen
- Louise van de Palts (1622-1709), dochter van Frederik V van de Palts en diens vrouw Elizabeth Stuart, portretschilder en grafisch kunstenares, abdis
- Sophia van de Palts (1630-1714), jongste dochter van Frederik V van de Palts en diens vrouw Elizabeth Stuart
- Rob Parry (1925-2023), industrieel ontwerper en interieurarchitect
- Rinus Paul (1941), olympisch wielrenner
- Sander van de Pavert (1976), programmamaker, regisseur
- Henk Peeters (1925-2013), kunstenaar
- Ynskje Penning (1949), schrijfster en kunstenares
- Lon Pennock (1945-2020), beeldhouwer
- Hendrik de Perponcher Sedlnitsky (1771-1856), militair en diplomaat
- Willem de Perponcher Sedlnitzky (1741-1819), edelman, filosoof en politicus
- Willem de Perponcher Sedlnitzky (1775-1857), militair
- Herman Philipse (1951), filosoof
- Michiel Pijl (1979), politicus
- Cato Pijnacker Hordijk (2002), voetbalster
- Philip Pinkhof (1882-1956), journalist en theatertekstschrijver
- Wesley Plaisier (1990), darter
- Albert Plesman (1889-1953), luchtvaartpionier, eerste president-directeur van de KLM
- Suzanne Plesman (1971), olympisch hockeyspeelster
- Michel van der Plas (1927-2013), schrijver, dichter, vertaler en journalist
- Ronald Plasterk (1957), politicus
- Willem van der Poel (1926-2024), computerpionier en hoogleraar
- Chaja Polak (1941), schrijfster en beeldend kunstenares
- Peter Polderman (1933-1998), kunstschilder, binnenhuisarchitect
- Willem Post (1955), Amerika-deskundige
- Cor Pot (1951), voetballer en voetbalcoach
- Priceless (1990), rapper
- Johan Thorn Prikker (1868-1932), kunstenaar (aquarellist, beeldhouwer, etser, lithograaf, meubelontwerper, glasschilder, glazenier, schilder, tekenaar, tapijtontwerper en boekbandontwerper)
- Poncke Princen (1925-2002), Indonesisch mensenrechtenactivist van Nederlandse afkomst
- Hendrik Prins (1881-1943), violist
- Jan Pronk (1940), politicus
- Céline Purcell (1980), (musical)actrice

### Q
- Wim Quint (1911-1983), radioprogrammamaker en -presentator

### R
- Eduard van Raalte (1841-1921), advocaat en politicus
- Jacobus Radermacher (1741-1783), koloniaal ambtenaar, bestuurder vrijmetselarij
- Harro Ran (1937-1990), olympisch waterpolospeler
- Lita de Ranitz (1876-1960), schrijfster, verzamelaar
- Jan van Ravesteyn (ca. 1572-1657), portretschilder en tekenaar
- Els van Rees-Burger (1946), beeldhouwer, medailleur, schilder
- Pim Reijntjes (1919-2014), verzetsstrijder en nieuwslezer
- Rie Reinderhoff (1903-1991), illustratrice
- Ank Reinders (1931-2024), sopraan en zangpedagoog
- Win Remmerswaal (1954-2022), honkballer
- Johann Friedrich Remmert (1901-1969), 1943-1945 NSB-burgemeester van Geldermalsen
- René Retèl (1949), acteur
- Remco de Ridder (1983), freelance journalist, copywriter en schrijver
- Pieter de Riemer (1769-1831), hoogleraar in de anatomie, chirurgie en verloskunde
- Suze Robertson (1855-1922), kunstschilderes en tekenares
- Jonkheer Rutger Röell (1929-2009), ingenieur en roeicoach
- Ramon Roelofs (1968), dj, producer, bekend als Charly Lownoise
- Huub Roelvink (1930-2018), advocaat en rechtsgeleerde; lid Hoge Raad
- Albert Roest (1837-1920), jurist, politicus, burgemeester van Den Haag
- Barend Roest Crollius (1912-2000), schrijver, dichter, componist en beeldend kunstenaar
- Ingrid Rollema (1953), beeldhouwer
- Jacobus Roman (1640-1716), beeldhouwer, architect
- Nicolas van Ronkenstein (1933), pseudoniem van Joseph Hendrik (Joep) Nicolas, beeldhouwer
- Arend Roodenburg (1804-1884), architect
- Hans Rookmaaker (1922-1977), kunsthistoricus en filosoof
- Wouter van Roon (1941), musicus, producer
- Marc van Roon (1967), pianist en componist
- André Roosenburg (1923-2002), olympisch voetballer
- Dirk Roosenburg (1887-1962), architect
- Antoon Leonard de Rop (1837-1895), kinderboekenschrijver, tekstdichter
- Adriaen Rosa (1618-1689), schepen, baljuw en schout van Den Haag
- Frederikus Adrianus Rosenveldt (1769-1847), acteur
- George van Rossem (1882-1955), olympisch schermer
- Johannes van Rossum (1809-1873), secretaris en minnaar van Prinses Marianne van Oranje-Nassau
- Jean Theodore Royer (1737-1807), jurist, verzamelaar van een beroemde kunst- en cultuurcollectie
- Mark Ruijl (1985), sportbestuurder
- Mark Rutte (1967), politicus, minister-president 2010-2024
- Anna Ruysch (1666-1754), schilderes
- Frederik Ruysch (1638-1731), anatoom, zoöloog en botanicus
- Rachel Ruysch (1664-1750), schilderes

### S
- Philip Sadée (1837-1904), kunstschilder
- Fonda Sahla (1979), politica (D66)
- India Sardjoe (2006), breakdancer
- Saskia Sassen (1947), Nederlands-Amerikaans sociologe en econome
- Johan de Savornin Lohman (1948), voorzitter van de Hoge Raad van Adel (2015)
- Witius de Savornin Lohman (1917-2004), luitenant-generaal der Huzaren, inspecteur-generaal der Krijgsmacht
- Kees Schaepman (1946-2022), journalist
- Herman Schaper (1949-2021), diplomaat en politicus
- Allard van der Scheer (1928-2014), acteur
- Riky Schellart (1942-2013), kunstenares
- Jan Schelvis (1917-1992), militair, verzetsstrijder
- Willem van Schendel (1950-2024), jurist
- Johan Scheps (1900-1993), politicus en verzetsstrijder
- Johan D. Scherft (1891-1969), graficus
- Gerard Scheurleer (1886-1948), olympisch tennisser
- Wim van de Schilde (1948), olympisch waterpolospeler
- Peter Schilperoort (1919-1990), jazzmusicus
- Isaäc van Schinne (1759-1831), burgemeester van Den Haag
- Magdalena Antoinetta van Schinne (1762-1840), schrijfster
- Beau Schneider (1988), acteur
- Bernd Schneider (1951-2023), wijnhandelaar, uitvinder, televisiepresentator
- Lex Schoenmaker (1947), voetballer en voetbalcoach
- August Schotte (1883-1968), olympisch atleet
- Jaap Schouten (1984), roeier
- Cees Schrama (1936-2019), (jazz)muzikant, producer en radiopresentator
- Oren Schrijver (1978), acteur, presentator en zanger
- Willem Schrofer (1898-1968), kunstschilder, kunstdocent
- Theodoor van der Schuer (1634-1707), kunstschilder
- Sandra Schuurhof (1971), tv-journaliste
- Carol Schuurman (1934-2009), voetballer
- Medina Schuurman (1969), actrice
- Martin Schwab (1962), acteur en regisseur
- Fé Sciarone (1922-2014), (hoorspel)actrice
- Édouard Secretan (1848-1917), Zwitsers advocaat, journalist en politicus
- Janus Secundus (1511-1536), humanistische dichter
- Annette Sekrève (1972), echtgenote van prins Bernhard, de tweede zoon van prinses Margriet en prof. mr. Pieter van Vollenhoven
- Jacques Senf (1946-2019), theater- en muziekimpresario
- Ruud Sesink Clee (1931), olympisch roeier
- Agathon Gerard Sickinghe (1868-1954), luitenant-generaal, kamerheer en hofmaarschalk van koningin Wilhelmina der Nederlanden
- Cornélie Jeanne Louise Mathilde Sickinghe (1923-2021), publiciste, gouvernante prinses Beatrix en Irene, peetmoeder van Prins Constantijn der Nederlanden
- Duco Wilhelm Sickinghe (1888-1983), luitenant-kolonel, ordonnansofficier van koningin Wilhelmina en maatschappelijk bestuurder
- Feyo Onno Joost Sickinghe (1926-2006), topbestuurder, president-directeur van Stork
- Onno Joost Sickinghe (1858-1948), gemeenteontvanger en bestuurder
- Pieter Feijo Onno Sickinghe (1824-1885), luitenant-kolonel, maatschappelijk bestuurder
- Sander Simons (1962-2010), communicatieadviseur, publicist, journalist en nieuwslezer
- Jon Sistermans (1945-2020), chef-kok, televisiekok
- Jan Slagter (1954), omroepbestuurder en televisiepresentator
- Jan Slicher (1745-1815), jurist, burgemeester van Den Haag
- Pauline Slot (1960), schrijfster
- Irma Sluis (1971), gebarentolk
- Roel Sluiter (1954), politicus
- Hanneke Smabers (1973), hockeyinternational
- Minke Smabers (1979), hockeyinternational
- Nicolette Smabers (1948), schrijver
- Ferdinand de Smeth (1887-1939), diplomaat en overheidsbestuurder
- Chris Smildiger (1929-2010), atleet en muzikant
- Frits Smol (1924-2006), olympisch waterpolospeler
- Paul Sneijder (1955), journalist
- Winnie Sorgdrager (1948), juriste en politica
- Renée Soutendijk (1957), actrice
- Willem van Spaen la Lecq (1750-1817), edelman, eerste voorzitter van de Hoge Raad van Adel
- Johannes van Spengen (1887-1936), olympisch wielrenner
- Guillaume de Spinny (1721-1785), portretschilder
- Carolien Spoor (1987), actrice
- Jacobus Spoors (1751-1833), advocaat en politicus
- Erik van Spronsen (1948-2020), beeldend kunstenaar
- Johannes Stalpaert van der Wiele (1579-1630), priester, schrijver en dichter
- Martin van der Starre (1970), zanger en (stem)acteur
- Wout Steenhuis (1923-1985), multi-instrumentalist en zanger
- Maurice Steijn (1973), voetbaltrainer en voormalig profvoetballer
- Sophie Stein (1892-1973), cabaretière en actrice
- Arie van der Stel (1894-1986), olympisch wielrenner
- Co Stelma (1907-1987), olympisch gymnaste
- Robert Jan Stips (1950), producer, componist, toetsenist en zanger
- Jaap Stobbe (1936-2020), acteur
- Arie Storm (1963), schrijver
- Dennis Storm (1985), presentator
- Pieter Stortenbeker (1828-1898), kunstschilder, aquarellist, lithograaf
- Constant Stotijn (1912-1975), hoboïst, cellist en paukenist
- Haakon Stotijn (1915-1964), hoboïst
- Jaap Stotijn (1891-1970), hoboïst, pianist en dirigent
- Louis Stotijn (1918-2013), dirigent en fagottist
- Harald van der Straaten (1922-2022), schrijver
- Eduard Struick (1927-1997), historicus, publicist en archivaris
- Carel Struycken (1948), acteur
- Peter Struycken (1939), beeldend kunstenaar
- Addo Stuur (1953-2021), schrijver en softwareontwikkelaar
- Masato Suzuki (1981), componist, dirigent, klavecimbelspeler, organist en pianist
- Frans Swarttouw (1932-1997), voorzitter van de raad van bestuur van vliegtuigbouwer Fokker
- Jean Henri van Swinden (1746-1823), wis- en natuurkundige
- Henri van Sypesteyn (1857-1937), edelman, kunstverzamelaar, publicist

### T
- Trijntje Taconis (1918-1998), verzetsstrijdster
- Marie Tak van Poortvliet (1871-1936), kunstverzamelaar en naamgeefster van een museum in Domburg
- Tilly Talboom-Smits (1902-1978), oprichtster van Hofstads JeugdOrkest
- Ing Yoe Tan (1948-2020), politica (Eerste Kamerlid)
- Gerrit Taverne sr. (1908-1988), predikant
- Gerrit Taverne jr. (1944-2010), predikant
- Anouk Teeuwe (1975), zangeres
- Ben Telders (1903-1945), rechtsgeleerde, verzetsstrijder
- Erica Terpstra (1943), zwemster, politica, voorzitster NOC*NSF
- Augustinus Terwesten (1649-1711), kunstschilder, graveur en tekenaar
- Mattheus Terwesten (1670-1757), (hof-) schilder, tekenaar en hoogleraar
- jonkheer André Testa (1942), bestuurder en werkgeversvoorzitter
- George van Tets (1882-1948), directeur van het Kabinet der Koningin (1921-1945)
- Henri Thesingh (1903-1982), olympisch atleet
- Hendrik Otto van Thol (1859-1902), schilder
- Cock Tholens (1915-1971), persfotograaf
- Lisette Thooft (1953), schrijfster en journaliste
- Eddy Tiel (1926-1993), olympisch hockeyspeler
- Hans Tiemeijer (1908-1997), acteur en verzetsstrijder
- Theo Timmermans (1926-1995), voetballer
- Peter Timofeeff (1950), weerman
- Jan Tinbergen (1903-1994), econoom, natuurkundige en Nobelprijswinnaar (1969)
- Niko Tinbergen (1907-1988), etholoog en Nobelprijswinnaar (1973)
- Alexine Tinne (1835-1869), ontdekkingsreizigster
- Frans van der Togt (1890-1957), architect
- Hetty van der Togt (1924-2011), koerierster
- Adrianus Tollus (1783-1847), landmeter, bouwkundige en architect
- Harry Touw (1924-1994) komiek/moppentapper
- Christiaan Tonnet (1902), olympisch moderne vijfkamper, legerofficier, verzetsstrijder
- Gerard Toorenaar (1925-1994), politiefunctionaris en privédetective
- Jacobus de la Torre (1608-1661), aartsbisschop, apostolisch vicaris
- Ab Tresling (1909-1980), olympisch hockeyspeler
- Jelte Tuinstra (1991), zanger, componist en multi-instrumentalist
- Bram Tuinzing (1948-2024), olympisch roeier
- Maria Jacoba de Turenne (1666-1736), soldaat
- Deau den Turk (2005), Nederlands voetbalster

### U
- Carola Uilenhoed (1984), olympisch judoka
- Ebru Umar (1970), columniste
- Rob Urgert (1968), cabaretier en televisiepresentator

### V
- Marinus Vader (1919-1991), verzetsstrijder
- Mary Vaders (1922-1996), verzetsstrijdster
- Valensia (1971), zanger
- Conny Vandenbos (1937-2002), zangeres
- Hans Vandenburg (1946), zanger, gitarist, schrijver, producent, presentator, kunstenaar
- Jan Evert Veer (1950), olympisch waterpolospeler
- Annie van der Vegt (1903-1983), olympisch gymnaste
- Roel in 't Veld  (1942), bestuurskundige en politicus
- Jacoba van Velde (1903-1985), schrijfster
- Steven van de Velde (1994), beachvolleyballer
- Leonard van Veldhoven (1947), architect, ondernemer en schrijver
- Bart Veldkamp (1967), olympisch schaatser
- Ria van Velsen (1943), olympisch zwemmer
- Bernard P.Th. Veltman (1932-2023), natuurkundige en rector magnificus
- Annie van Velzen (1894-1967), inspecteur bij de Kinderpolitie en verzetsvrouw
- Georgina Verbaan (1979), actrice, presentatrice, dierenrechtenactiviste
- Mariska Veres (1947-2006), zangeres Shocking Blue
- Carl Verheijen (1975), olympisch schaatser
- Hendrik Verheijen (1899-1967), olympisch gewichtheffer
- Jan Verheijen (1896-1973), olympisch gewichtheffer
- Thomas Verheydt (1992), voetballer
- Bert Verhoeff (1949), fotograaf
- Johannes Verhulst (1816-1891), componist en dirigent
- Dick Verkijk (1929-2025), journalist
- Theo Verlangen (1941), voetbaltrainer
- Bram Vermeulen (1946-2004), cabaretier, zanger/muzikant, televisiemaker en topvolleyballer
- Salomon Verveer (1813-1876), kunstschilder
- Cees Vervoorn (1960), olympisch zwemmer
- Eduard Veterman (1901-1946), auteur, verzetsstrijder
- Ben Visser (1934), politicus
- Maura Visser (1985), handbalster
- Tony Visser (1916-2005), verzetsstrijder
- Yge Visser (1963), schaakgrootmeester
- Bert Vlaardingerbroek (1960), 1e NL darter Lakside Engeland, 6x NL kampioen
- Diederik van Vleuten (1961), musicus en cabaretier
- Jamie van Vliet (1988), handbalster
- Paul van Vliet (1935-2023), cabaretier
- Simon van Vliet (1951), voetballer
- Cornelia van den Berg-van der Vlis (1892-1944), verzetsstrijder
- Bram van der Vlugt (1934-2020), acteur
- Willem de Volder (1493-1568), humanist, rector van de Latijnse school in Den Haag
- Skip Voogd (1933-2021), radio-dj en muziekjournalist
- Harry Vos (1946-2010), voetballer
- Jan de Vos van Steenwijk (1889-1972), jurist, voorzitter van de Hoge Raad van Adel
- J.J. (Han) Voskuil (1926-2008), volkskundige en schrijver
- Carel Vosmaer (1826-1888), jurist, auteur
- Jacob Vosmaer (1783-1824), geneeskundige, auteur
- Helen Vreeswijk (1961), jeugdauteur
- Erik van Vreumingen (1978), atleet
- Adriaen de Vries (± 1556-1626), beeldhouwer
- Dolf de Vries (1937-2020), acteur en schrijver
- Meta de Vries (1941-2011), radiopresentatrice
- Annie Vriezen (1934-2025), textielkunstenares
- Margriet Vroomans (1958), presentatrice

### W
- Simon de Waal (1961), auteur, scenarist en rechercheur bij de Amsterdamse politie
- Frederique van der Wal (1967), fotomodel en presentatrice
- Hubertus Waldeck (1811-1881), burgemeester van Loosduinen
- Pim Waldeck (1947), diplomaat, grootmeester (2002-2006) van koningin Beatrix
- Antonie Waldorp (1803-1866), kunstschilder
- John Waldschmit (1959-2014), volksfiguur
- Johan van de Walle (1912-2000), schrijver
- Stefan de Walle (1965), acteur
- Paulus van Wandelen (1903-1942), verzetsstrijder
- Jan-Willem van Waning (1938), marineofficier, politicus
- Willem Johannes Philippus van Waning (1897-1968), burgemeester
- Piet Wapperom (1913-1967), verzetsstrijder
- Jakob von Washington (1778-1848), militair, luitenant-generaal in het leger van het Koninkrijk Beieren
- Frederik Hendrik van Wassenaer (1701-1771), edelman, jurist en politicus, baljuw en schout van Den Haag
- Carel van Wassenaer Obdam (1733-1800), edelman, bestuurder
- Jacob van Wassenaer Obdam (1769-1812), edelman, militair
- Johan van Wassenaer Obdam (1683-1745), edelman, staatsman
- Gisèle d'Ailly-van Waterschoot van der Gracht (1912-2013), kunstenares, kunstmecenas, verzetsstrijder
- Dennis Weening (1977), radio-dj en -presentator
- Winnie van Weerdenburg (1946-1998), olympisch zwemmer
- Annemarie Gualthérie van Weezel (1977), journaliste, echtgenote van prins Carlos de Bourbon de Parme
- Nannie van Wehl (1880-1944), kinderboekenschrijfster
- Jordy Wehrmann (1999), voetballer
- Frans Weisglas (1946), diplomaat, politicus
- Jan Weissenbruch (1822-1880), kunstschilder, aquarellist, tekenaar, lithograaf en etser
- Jan Hendrik Weissenbruch (1824-1903), kunstschilder, etser, lithograaf en aquarellist
- August Weitzel (1816-1896), legerofficier, minister van Oorlog
- Hein Wellens (1935-2020), cardioloog en hoogleraar
- Mom Wellenstein (1919-2016), topambtenaar, verzetsstrijder
- Bernhard van Welzenes (1941), aalmoezenier
- Henri Wenckebach (1861-1924), bestuurder en ingenieur
- Karel Frederik Wenckebach (1864-1940), hoogleraar geneeskunde en huisarts
- Leo Wery (1926-2019), olympisch hockeyspeler
- Nicolette Wessel (1959), olympisch roeister
- Henk Wesseling (1937-2018), historicus
- Constant van Wessem (1891-1954), schrijver en essayist
- John West (1988), volkszanger
- Dick Westendorp (1939-2022), bestuurder; directeur Consumentenbond 1982-1999
- Jacob Westerbaen (1599-1670), ridder, dichter, arts en remonstrants predikant
- Co Westerik (1924-2018), schilder, kunstdocent
- Guusje Westermann (1946), actrice
- Willem van Westreenen van Tiellandt (1783-1848), stichter van het Museum Meermanno-Westreenianum
- Harmen Westra (1883-1959), hoogleraar, NSB-burgemeester van Den Haag
- Sarina Wiegman (1969), voetbaltrainster en oud-voetbalster
- Arnold Wientjes (1938), olympisch roeier
- Ingeborg Wieten (1965), actrice
- Marvin Wijks (1984-2025), voetballer
- Hendrik van Wijn (1740-1831), geschiedkundige, oudheidkundige en dichter
- Ysbrant van Wijngaarden (1937-2021), kunstschilder
- Johan Gerhard Wilbrenninck (1936-2021), ambassadeur
- Jennifer Willems (1947-2015), actrice
- Nicolaes Willingh (1640-1678), kunstschilder
- Pierre Wind (1965), meesterkok
- Cees Jan Winkel (1962), olympisch zwemmer
- Willem van der Winkel (1887-1932), beeldhouwer
- Jeanne Fortanier-de Wit (1907-1993), politicus
- Laurens de Witte van Citters (1781-1862), edelman, voorzitter van de Hoge Raad van Adel, kunstverzamelaar
- Nol Wolf (1903-1982), olympisch atlete
- Ingrid Wolff (1964), olympisch hockeyspeelster
- Johan Wortman (1872-1898), beeldhouwer
- Fredy E Wubben, beeldhouwer en glaskunstenaar

### X
- Frans Xavery (1740-na 1788), kunstschilder
- Jacob Xavery (1736-na 1774), kunstschilder

### Y
- Bouke Ylstra (1933-2009), beeldend kunstenaar

### Z
- Hermanus Zanen (1893-1943), ondernemer, verzetsstrijder
- Joop Zalm (1897-1969), olympisch gewichtheffer
- Michiel de Zeeuw (1978), interieurarchitect, televisiepresentator
- Marie van Zeggelen (1870-1957), schrijfster
- Willem Josephus van Zeggelen (1811-1879), dichter
- Adolphe Zimmermans (1858-1922), hoffotograaf
- Sophie Zijlstra (1967), schrijfster
- Johannes Adrianus Zoet (1908-1992), olympisch schermer
- Frans van Zoest (1984), gitarist DI-RECT
- Piet de Zoete (1943-2023), voetballer
- Willy de Zoete (1957), politica
- Joop Zoetemelk (1946), olympisch wielrenner en winnaar Tour de France
- Peter van Zoetendaal (1945), kunstenaar en vormgever
- Guus Zoutendijk (1929-2005), ondernemer en politicus (VVD)
- Cesar Zuiderwijk (1948), drummer van Golden Earring
- Niels Zuidweg (1974), olympisch waterpolospeler
- Willem Zuidwijk (1933-2021), politicus
- Willem de Zwart (1862-1931), kunstschilder, etser, aquarellist en tekenaar
- Frans Zwarts (1949), taalkundige en rector magnificus Rijksuniversiteit Groningen
- Paul Zwollo (1930-2007), edelsmid en sieraadontwerper

## Overleden

### A
- Jan Alma (1934-2022), handbalcoach

### B
- Beb Bakhuijs (1909-1982), voetballer
- Han Baudet (1891-1921), wiskundige
- Reinier Beeuwkes (1884-1963), olympisch voetballer
- Catharina Helena Bolhuis-Schilstra (1905-1988), verkennersleider
- Pieter Boelmans ter Spill (1886-1954), voetballer
- Gerard Bosch van Drakestein (1887-1972), wielrenner
- James Brockway (1916-2000), Engels dichter en vertaler

### D
- Daan van Dijk (1907-1986), wielrenner
- Nicolaas Bernhard Donkersloot (1813-1890), psychiater
- Tonke Dragt (1930-2024), kinderboekenschrijfster

### G
- Jan Glastra van Loon (1920-2001), politicus en rechtsgeleerde
- Hans Grosheide (1930-2022), politicus

### H
- Ad Havermans (1934-2022), politicus
- Rudi Hemmes (1923-2022), generaal-majoor van de Koninklijke Luchtmacht
- Willem Hussem (1900-1974), schilder, beeldhouwer en dichter

### I
- Florentius Antonius Ingen Housz (1849-1890), arts

### J
- Hans Janmaat (1934-2002), politicus

### K
- Theo ten Kate (1931-2022), jurist
- Marga Klompé (1912-1986), politica

### M
- Johan Andreas dèr Mouw (1863-1919), dichter en filosoof

### N
- Willem Naudin ten Cate (1860-1942), militair en politicus
- Pieter Neleman (1936-2021), jurist
- Wilhelmus Nolens (1860-1931), bisschop, politicus en kabinetsformateur

### O
- Friso van Oranje-Nassau van Amsberg (1968–2013), Prins van Oranje-Nassau, graaf van Oranje-Nassau, jonkheer van Amsberg

### P
- Betty van der Plaats (1906-1969), kinderboekenschrijfster
- Jan Diederik Pruissen (1833-1908), burgemeester van Eenrum

### R
- Andreas Reigersman (1767-1831), politicus

### S
- Carol Schuurman (1934-2009), voetballer
- Corinne Sickinghe (1923-2021), gouvernante en publiciste
- Jan Snoeck (1927-2018), beeldhouwer
- Carel Nicolaas Storm van 's Gravesande (1841-1924), kunstschilder, etser en lithograaf, beïnvloed door de Haagse School

### V
- Piet Vink (1927-2002), politicus

### W
- Christine Wttewaall van Stoetwegen (1901-1986), politica
- Jo de Wit (1894-1973), schrijfster
- Theodora Elisabeth Wolterbeek Muller (1876-1945), schilderes

### Z
- Jan Zeldenrust (1907-1990), patholoog-anatoom
- Johan Zoutman (1724-1793), schout-bij-nacht van Gewest Holland en Nederlands bevelhebber tijdens de Vierde Engels-Nederlandse Oorlog

Alkmaar · 
Almelo ·
Almere · 
Alphen-Chaam · 
Alphen aan den Rijn ·
Amersfoort · 
Amstelveen · 
Amsterdam · 
Apeldoorn · 
Arnhem · 
Assen ·
Baarn · 
Bergen op Zoom · 
Bilthoven · 
Bolsward · 
Boxtel · 
Breda · 
Bredevoort · 
Brunssum · 
Bussum · 
Delft ·
Den Haag ·
Den Helder · 
Deurne · 
Deventer · 
Doetinchem ·
Dokkum · 
Dordrecht · 
Drachten · 
Ede · 
Eindhoven · 
Emmen · 
Enschede · 
Franeker · 
Geleen · 
Gouda · 
Groenlo ·
Groningen · 
Haarlem · 
Harlingen ·  
Heemstede · 
Heerenveen · 
Heerlen · 
Helmond · 
Hengelo · 
's-Hertogenbosch · 
Hilversum · 
Hoogeveen · 
Hoorn · 
Horst ·
Kampen · 
Kerkrade · 
Leerdam · 
Leeuwarden · 
Leiden · 
Lelystad · 
Maastricht · 
Meppel ·  
Middelburg  ·
Nijkerk · 
Nijmegen · 
Oldenzaal · 
Ommen · 
Oss · 
Rijswijk (Zuid-Holland) · 
Roosendaal · 
Rotterdam · 
Schiedam · 
Sittard · 
Sittard-Geleen · 
Sneek · 
Soest · 
Stadskanaal · 
Tegelen · 
Tiel · 
Tilburg · 
Urk · 
Utrecht · 
Veenendaal · 
Veghel · 
Venlo · 
Venray · 
Vlaardingen · 
Vlissingen · 
Wageningen · 
Warnsveld · 
Weert · 
Winschoten · 
Woerden · 
Zeist · 
Zierikzee · 
Zoetermeer · 
Zutphen · 
Zwolle